# Aslambek Abdoulkhadjiev
Aslambek (souvent orthographié à tort Aslanbek,,) Abdoulkhadjiev, né le 12 avril 1962 à Germentchouk (ru) et mort le 26 août 2002 à Chali, est un général tchétchène pendant les première et seconde guerres tchétchènes. Il fut également député de Chamil Bassaïev et commissaire des raïons de Chali (en) et Vedeno (en) après avoir été nommé par Djokhar Doudaïev en novembre 1994.